# Ljubavna zamka (televizijska serija)
Ljubavna zamka (turski: Afili Aşk) turska je televizijska serija koja se snimala 2019. i 2020. godine. Glavne uloge glume: Çağlar Ertuğrul, Burcu Özberk i Altan Erkekli.
U Hrvatskoj se od 28. siječnja 2024. prikazuje svaki dan na RTL-ovoj streaming platformi Voyo.

## Radnja
Kerem (Çağlar Ertuğrul) zgodan je i koketan sin jedne od najbogatijih obitelji u Istanbulu, koja se bavi proizvodnjom tekstila. Njegov stil života ne nailazi na odobravanje njegovog oca te zbog toga ne može dobiti željenu poziciju u tvrtki.
S druge strane, Ayşe (Burcu Özberk) pametna je i lijepa djevojka koja dolazi iz siromašne obitelji. Zaposlena je u tvornici Keremova oca i pod stalnom je kontrolom posesivne braće. Jedini spas vidi u udaji za svog voljenog Berka, no njezina braća imaju druge planove. Pod svaku cijenu je žele udati za bogatog susjeda Sabrija, a kako bi se spasila, Ayşe govori Berku da je mora što prije oženiti. Nažalost, to se ne uklapa u njegove planove, jer Berk ne samo da se boji njene braće, već mu je ideja o braku neprihvatljiva. Da stvar bude gora, Ayşe ga uhvati u preljubu s njezinom najboljom prijateljicom.
Nakon Berkove izdaje, Ayşe planira "ljubavnu zamku" u koju uvlači Kerema. Iako u startu nije raspoložen za njezine igre, Kerem vrlo brzo shvaća da bi mu dogovor s Ajšom dobro došao. Svatko će dobiti ono što želi - osvetu i slobodu od braće koji je žele udati za čovjeka kojeg ne voli, te položaj u tvrtki Keremova oca.

## Pregled serije
| Sezona | Sezona | Epizoda | Tursko prikazivanje | Tursko prikazivanje | Hrvatsko prikazivanje | Hrvatsko prikazivanje |
| Sezona | Sezona | Epizoda | Premijera sezone    | Finale sezone       | Premijera sezone      | Finale sezone         |
| ------ | ------ | ------- | ------------------- | ------------------- | --------------------- | --------------------- |
|        | 1.     | 38 n.p. | 12. lipnja 2019.    | 19. ožujka 2020.    | 28. siječnja 2024.    | još traje             |

## Uloge

### Glavni likovi
| Lik                   | Glumac/glumica  |
| --------------------- | --------------- |
| Kerem Yiğiter         | Çağlar Ertuğrul |
| Ayşe Özkayalı Yiğiter | Burcu Özberk    |
| Muhsin Yiğiter        | Altan Erkekli   |
| Melahat Özkayalı      | Benian Dönmez   |